# Laguna de Curlandia
La laguna de Curlandia, también bahía o golfo de Curlandia (del ruso: Kуршский залив); en lituano: Kuršių marios; en polaco: Zalew Kuroński; en alemán: Kurisches Haff es una laguna costera o lagoon de Europa del Norte, separada del mar Báltico por el istmo de Curlandia. Su superficie es de 1619 kilómetros cuadrados. El río Niemen aporta alrededor del 90 % de su entrada de agua; su cuenca hidrográfica está formada por alrededor de 100.450 kilómetros cuadrados en Lituania, Bielorrusia y el óblast de Kaliningrado.

## Historia humana
En el siglo XIII, la zona alrededor de la laguna formaba parte de las tierras ancestrales de los curonios y los antiguos prusianos. Más tarde fue la frontera con la región histórica de la Lituania Menor. En el extremo septentrional del istmo, hay un paso al mar Báltico, y el lugar fue elegido por los Caballeros Teutónicos en 1252 para fundar el castillo de Memelburg y la ciudad de Memel. La ciudad es llamada oficialmente Klaipėda desde 1923 cuando el Territorio de Memel fue separado del Imperio alemán.
Como nueva frontera de entreguerras fue elegido el río que fluye a la laguna de Curlandia cerca de Rusnė (alemán, Ruß). Los 120 km inferiores del río en Alemania se llaman die Memel por los alemanes, mientras que la parte superior ubicada en Lituania era conocida como Nemunas. La frontera también separaba la península cerca del pequeño centro de veraneo de Nida (alemán, Nidden); la parte meridional del istmo y la laguna siguieron en poder alemán hasta el año 1945.
Esta frontera permanece todavía en la actualidad, pues después de la Segunda Guerra Mundial, el extremo meridional del istmo y la zona alemana del sur del río, la parte de Prusia Oriental con la ciudad de Königsberg ubicada en Sambia, se convirtió en parte de un enclave ruso llamado óblast de Kaliningrado.

## Historia natural y ecología

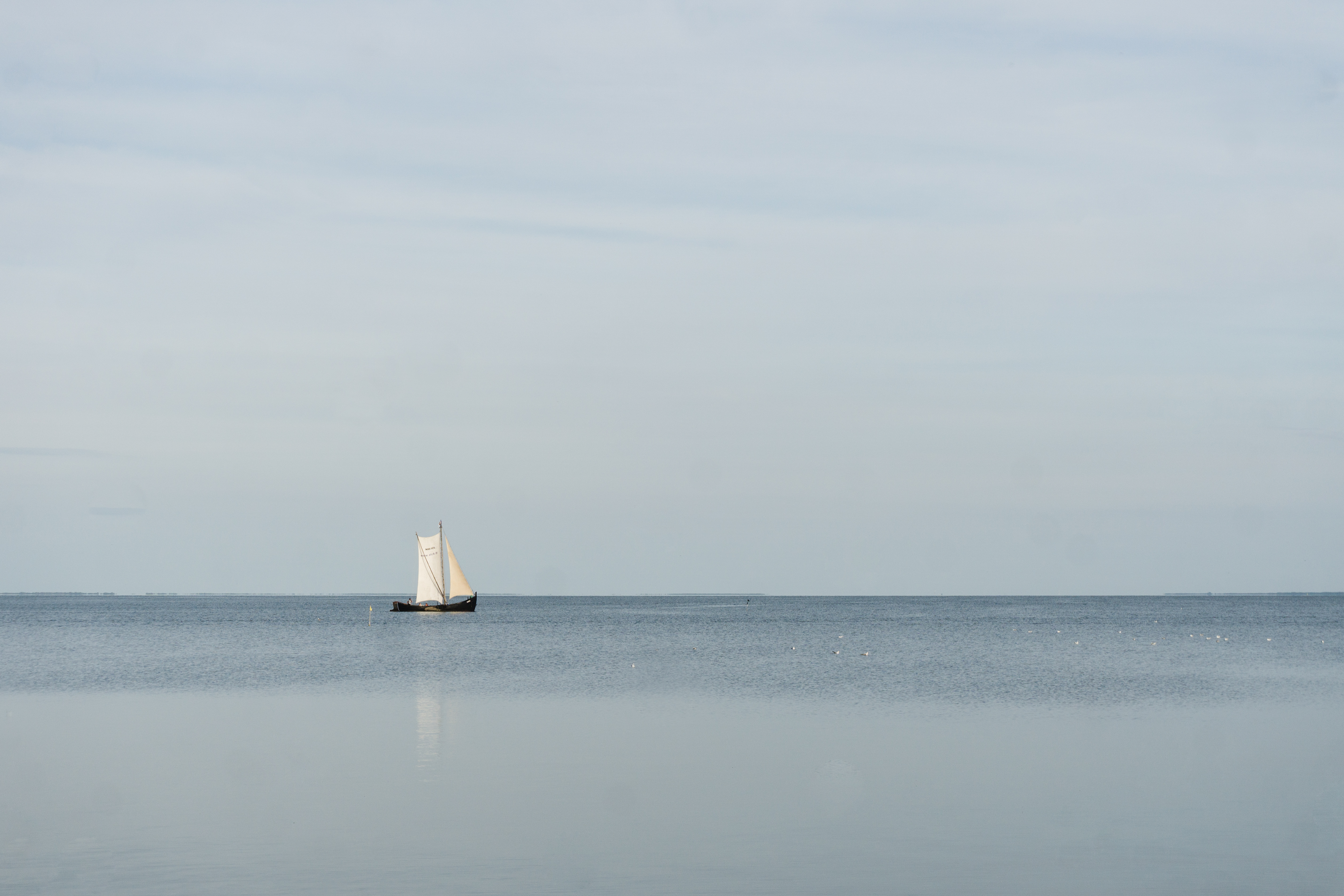
Laguna de Curlandia.

La laguna, formada alrededor del 7000 a. C. está clasificada como salobre. La profundidad media del agua es de 3,8 metros. Tiene una gran biodiversidad, aunque está afectada por la contaminación hídrica. La proliferación de algas fue confirmada en los años 2000.